# Le Visage derrière le masque
Pour plus de détails, voir Fiche technique et Distribution.
Le Visage derrière le masque (titre original : The Face Behind the Mask) est un film dramatique américain réalisé par Robert Florey, sorti en 1941, adaptation de la pièce radiophonique Interim de Thomas Edward O'Connell (1915-1961).

## Synopsis
Un immigrant naïf et plein d'espoir, Janos Szabo, quitte sa Hongrie natale pour venir aux États-Unis dans l'espoir de faire fortune. Sa fiancée devrait le rejoindre quelque temps plus tard. Le jour de son arrivée, il rencontre le lieutenant Jim O'Hara, qui lui indique où il peut trouver un logement à bas prix et un travail de plongeur dans un restaurant. Mais le soir même, dans un accident, le logement où il s'est installé prend feu, et le visage de Janos est défiguré à vie. Incapable de retrouver du travail, il rompt par lettre avec sa fiancée pour ne pas lui imposer un mari infirme. Il fait par hasard la connaissance de Dinky, un petit gangster, qui lui propose de réaliser quelques hold-up afin de gagner de l'argent. 
Au début réticent, Janos finit par accepter car Dinky est tombé malade ; il devient au fil du temps le meilleur chef de bande de toute la ville, après avoir acheté auprès d'un chirurgien esthétique un masque qui ressemble au visage qu'il avait auparavant. Lorsqu'il rencontre Helen, une jeune fille aveugle, Janos commence à reprendre espoir en retrouver une vie normale et honnête, et il quitte tout pour aller s'installer avec sa nouvelle fiancée. Mais son ancien gang le rattrape et piège sa voiture, ce qui entraîne la mort de Helen. Fou de douleur, Janos prend le contrôle de l'avion où se trouvent les gangsters et les fait s'écraser dans le désert. 
Tous meurent de faim et de soif, et leurs corps sont retrouvés par le lieutenant O'Hara quelques jours plus tard.

## Fiche technique
- Titre original : The Face Behind the Mask
- Réalisation : Robert Florey
- Scénario : Paul Jarrico, Arthur Levinson, Allen Vincent, d'après la pièce radiophonique Interim de Thomas Edward O'Connell[1]
- Directeur de la photographie : Franz Planer
- Décors : Lionel Banks
- Musique : Sidney Cutner
- Montage : Charles Nelson
- Société de production : Columbia Pictures
- Pays d'origine :  États-Unis
- Langue : anglais
- Format : Noir et blanc
- Genre : film dramatique
- Durée : 69 min
- Date de sortie : États-Unis, 16 janvier 1941

## Distribution
- Peter Lorre : Janos Szabo
- Evelyn Keyes : Helen Williams
- Don Beddoe : Lieutenant Jim O'Hara
- George E. Stone : Dinky
- John Tyrrell : Watts
- Cy Schindell : Benson
- Stanley Brown : Harry
- James Seay : Jeff Jeffries
- Warren Ashe : Johnson, journaliste
- Charles C. Wilson : Chef O'Brien
- George McKay : Terry Finnegan
- Edwin Stanley : Dr Alex Beckett